# 岸本千佳
岸本 千佳（きしもと ちか、婚氏：武内、1985年 - 2024年8月8日）は、日本の不動産プランナー。宅地建物取引士。

## 生涯
京都府舞鶴市出身。京都府立莵道高等学校を経て、滋賀県立大学環境科学部環境建築デザイン学科を卒業後、東京の不動産ベンチャーに入社しシェアハウス事業・DIY事業の立ち上げに従事。2014年京都にUターン、DIYPや京都移住計画にて活動。2015年よりaddSPICE創業、物件のオーナーから不動産の企画、仲介、管理まで一括で引き受ける。
その他に、改装できる賃貸サイト「DIYP KYOTO」の運営、京都への移住者の応援プロジェクト「京都移住計画」、不動産に関する執筆などでも活躍。NHK Eテレの「人生デザイン U-29」にも出演している。

## リノベーションまちづくり部会（大阪）への参画
大阪の住まい活性化フォーラムに設けられている「リノベーションまちづくり部会」の部会員として、民間のアイデアで自立的に空家の連鎖的な利活用を図る、いわゆる「リノベーションまちづくり」を府内各地に展開する取組みに参画している。

## もし京都が東京だったらマップ
「もし京都が東京だったらマップ」は、京都と東京の街20ヵ所を比べて、京都の地図の中に東京の町の名をはめ込んで、東京の人の目で京都の街を理解しやすくしてみたもの。
2015年にPDFファイルとしてネット上のアップされて、街歩きの新しい視点として話題になった。
。

## 著書
- もし京都が東京だったらマップ くらべて楽しむ『街の見方』（イースト新書、2016年9月10日）ISBN 9784781680224
- 不動産プランナー流建築リノベーション[5]（学芸出版社、2019年6月1日）ISBN 978-4-7615-2705-1

## 出演
- セブンルール（関西テレビ、2017年5月16日）